# Gangsta Lovin'
Singles de Eve
4 My People
(2002) Satisfaction
(2003)
Singles par Alicia Keys
How Come You Don't Call Me
(2002) Girlfriend
(2002)
Gangsta Lovin' est le premier single de l'artiste américaine Eve en collaboration avec Alicia Keys, issue de son troisième album, Eve-Olution (2002).

## Classements
| Classement (2002)                       | Meilleure position |
| --------------------------------------- | ------------------ |
| Allemagne (Media Control AG)            | 21                 |
| Australie (ARIA)                        | 4                  |
| Autriche (Ö3 Austria Top 40)            | 41                 |
| Belgique (Flandre Ultratop 50 Singles)  | 18                 |
| Belgique (Wallonie Ultratop 50 Singles) | 13                 |
| Danemark (Tracklisten)                  | 6                  |
| Finlande (Suomen virallinen lista)      | 6                  |
| France (SNEP)                           | 20                 |
| Hongrie (Rádiós Top 40)                 | 10                 |
| Irlande (IRMA)                          | 15                 |
| Italie (FIMI)                           | 14                 |
| Norvège (VG-lista)                      | 5                  |
| Nouvelle-Zélande (RMNZ)                 | 7                  |
| Pays-Bas (Nederlandse Top 40)           | 2                  |
| Royaume-Uni (UK Singles Chart)          | 6                  |
| Royaume-Uni (UK R&B Chart)              | 1                  |
| Suède (Sverigetopplistan)               | 10                 |
| Suisse (Schweizer Hitparade)            | 6                  |
| États-Unis (Hot 100)                    | 2                  |
| États-Unis (R&B/Hip-Hop Songs)          | 2                  |

| Pays (2002)         | Position |
| ------------------- | -------- |
| Australie           | 46       |
| Belgique (Wallonie) | 87       |
| Pays-Bas            | 89       |
| Royaume-Uni         | 128      |
| Suisse              | 67       |
| États-Unis          | 19       |

| Pays      | Certification |
| --------- | ------------- |
| Australie | Platine       |